# 宇宙大帝ゴッドシグマ
『宇宙大帝ゴッドシグマ』（うちゅうたいていゴッドシグマ）は、1980年3月19日から1981年2月25日まで、東京12チャンネルで毎週水曜19:30 - 20:00（JST）に全50話が放送された、東映テレビ事業部制作のテレビアニメ。

## 概要
企画時の仮題は『宇宙大帝バトラスシグマ』。前番組『未来ロボ ダルタニアス』に引き続き、本作品でも東映テレビ事業部が企画を担当、アニメーション制作を外部のアニメ制作会社に委託するという体制が踏襲されている。『超電磁ロボ コン・バトラーV』（1976年）以来の日本サンライズとの提携が前番組を最後に終了したのに伴い、本作品ではこれに代わる委託先としてアカデミー製作（実制作はグリーン・ボックス）がアニメーション制作を担当。その他、広告代理店の東映エージエンシー、提供スポンサーのポピー（現・バンダイボーイズトイ事業部）も前番組より引き続き参加している。
本作品は前出の『コン・バトラーV』以降、東映テレビ事業部企画のアニメ路線を支えてきたプロデューサーの飯島敬が、同路線に携わった最後の作品でもある。東映動画時代から実績があった飯島のシリーズ構成と、チーフディレクターを務めた田口勝彦のセンスが加わることで、第4クール間際には前代未聞の展開が繰り広げられた。敵が未来から来た宇宙人で物語序盤ではその事実が伏せられており、中盤以降の展開で少しずつ真相が判明していく。そして後半からは、それが軸となってストーリーが展開していくことになる。
製作に関しては10話までは神田武幸がチーフ・ディレクターを務めていたが、多忙ゆえに田口勝彦に交代。田口はその後も、自分で絵コンテを切って3人ぐらいの人に分けてキャラ表に合わせて修正し、レイアウトも韓国や台湾に持っていき、原画チェックまで行った。また田口が台湾を訪れた際、10人ほどの原画マンが描くのが面倒になると箸を使ってくじ引きで決めたりしていたという。このほかにも番組が始まった直後に事故で1話分のセルが燃えてしまったことがあり、シナリオの内容を変更し、間の原画を埋めるなどして急場しのぎで作業を行ったこともあったという。

## ストーリー
西暦2050年、宇宙開発を進めていた地球の人類は、突如として250年後の未来から現れた謎の敵エルダー軍の奇襲を受けた。西暦2300年のエルダー星は、地球人類の侵略を受け、トリニティエネルギーを利用した地球の兵器の前に圧倒的不利の情勢にあった。彼らエルダー星人の目的はただ一つ、水爆の数十倍もの力を秘めた新エネルギーであるトリニティエネルギーを強奪し、歴史を改変すること。
エルダー星人は地球人たちが入植していた木星の衛星イオを占領。そして地球のトリニティエネルギーを奪うために、コスモザウルスでトリニティシティに攻撃を開始した。闘志也たちはゴッドシグマで地球とトリニティエネルギーを守り、そしてイオを奪還するべく長い戦いを繰り広げてゆく。

## 登場人物

### トリニティシティ
壇 闘志也（）
声 - 富山敬 / 関智一（スーパーロボット大戦シリーズ）
本作品の主人公。木星の衛星・イオの開拓民二世（イオ生まれイオ育ち）。18歳。
正義に燃える熱血漢。類まれな運動神経と瞬時の判断力を併せ持つ。トリニティシティを訪ねた際にエルダーの攻撃に巻き込まれ、持ち前の正義感で空雷王に乗り込んで敵を撃破する。イオで建築用ロボットを操縦していた経験からロボットパイロットとしての適性はずば抜けており、後に正式にゴッドシグマのメインパイロットに任命された。
イオを制圧したエルダーに対して、当初は強い怒りと憎しみで戦っていたが、テラルとの邂逅の中、未来世界における地球人類の罪を知って宇宙の平和を願うようになる。そして戦いが終わった後、彼の残したタイムシップを用いて、地球とエルダーとの争いを止めるために、単身ゴッドシグマに乗り込んで未来へ旅立つ。
ジュリィ 野口（）
声 - 安原義人
トリニティシティの主任技師で風見博士の助手。20歳。パイロットとしての腕も良いためエルダー攻撃の際に海鳴王を操縦、以後パイロットを務めることになった。
気障な一面があり、人間としてはどこか酷薄で、他人に対する思いやりに欠ける。そのため、周囲から誤解を招き、そのことで情に篤い闘志也やキラケンと衝突することも多かった。また、金銭欲も非常に強く、ミナコが誘拐された際にはマルチーノ氏からの救出要求を自身の給料の値上げを条件に引き受けたこともある。
彼もまた、イオに家族を残していたが、闘志也たちにはそのことを黙っていた。幼い頃に他を顧みず不老不死の研究に没頭した父のせいで家族がバラバラになり、自分は風見博士をたずねて一人地球に向かったという過去があり、地球で家族と共に暮らすために守銭奴のように金を貯めていた。また劇中、困窮して金をせびる父には軽蔑を露わにしていた。
ジュリィも心の中ではエルダーに対して怒りと憎しみを持っていたが、テラルに助けられ、ともに地球に脱出してきた妹・ジェーンの説得でその考えを改めた。
吉良 謙作（）
声 - 玄田哲章
通称「キラケン」。イオの開拓民で闘志也の親友。エルダーの攻撃により、目の前で家族を失うという過去を持つ。しかし、話が進むうちに「もしかしたら家族が生きているかもしれない」という考えに変わっていく。命からがらイオから脱出しトリニティシティにたどり着いた謙作は、闘志也の推薦もあり、陸震王のパイロットを担当することになる。
当初はロボットの操縦を苦手としていたが、後に克服した。だがロボットの操縦経験が元々無かったせいもあり、他の2人に較べてメカの操作は今ひとつである。
風見博士（）
声 - 富田耕生
トリニティエネルギー、ゴッドシグマの開発者。当初は地球を守るという使命感を持っており、身体を張ってトリニティシティを守るといった行動をみせた。しかし、未来の地球人類によるエルダー星滅亡の危機を知った闘志也とテラル（リラ）が和解した直後、職員に命じてテラルを強制連行し、エルダー兵の遺体を晒してタイムマシンの技術を渡すよう要求して拷問する。エルダー軍が所有しているタイムマシン技術に興味を示し、捕らえたエルダー兵に対して記憶投影マシンで強制的に尋問を行う。このマシンに耐え切れずに死亡した捕虜の遺体を研究室に隠し持っており、闘志也に邪魔されて失敗する。その件以降、当初の平和を愛する科学者の仮面を脱ぎ捨てるようになり、ついにはトリニティエネルギーのデータを守るためにトリニティシティから逃げ出そうとした。そして物語終盤には未知の技術への欲求のため、エルダー側に寝返るという行動を起こしてしまう。その行動はもはや「マッドサイエンティスト」の域に達していた。元から歪んだ思考だったのか、息子の死を機に心を病んで科学に対する欲望に暴走したのかは不明。
ガガーンの命令でその手土産にトリニティエネルギーを奪おうとしたが、最期はエルダー兵の流れ弾に当たって死亡した。
第10話で「ヤスジ」という息子がいることが判明したが、仕事に没頭して構ってやる事ができなかった。息子はエルダー兵が彼を殺害しようとした際に光線銃で応戦しようとしたが、光線銃の暴発により死亡した。
春日 理恵（）
声 - 滝沢久美子
風見博士の秘書。しっかりとした性格で、仕事も戦闘指揮もこなす、キャリアウーマン的存在といえる。闘志也に思いを寄せており、時々ミナコとそのこと絡みで揉めている。空雷王を操縦したことが二度もある。そのうち一度目はミナコと共同で操縦、二度目は翔太とサチを乗せて単独で操縦している。木星への出発後は風見博士に代わって基地の全指揮を取る。
上司である風見博士のことを尊敬しており、父のように慕っていた。そのためか、終盤で彼の裏切りが起きたときは動揺を隠せず、自業自得とも言える死に際して号泣した。
春日 翔太（）
声 - 小原乃梨子
理恵の弟。両親は幼い頃に他界し、それ以降は姉と一緒に暮らしていた。理恵がトリニティシティの研究施設に就職した際に保護施設に引き取られた。
とんでもないいたずらっ子で、施設の先生にパチンコ弾を打ったり、ワイヤーを使って車を引っ掛けようとするなど、かなりの悪戯をしてきた。トリニティシティに移住した後も悪戯を繰り返していたが、それはみんなの役に立ちたいという想いの裏返しだった。謙作のことを気に入っており、共に行動することも多い。ある事件で偶然知り合ったサチとは仲が良い関係になる。
マルチーノ
声 - 緒方賢一
トリニティシティのスポンサー。いわゆる守銭奴である。
商売を最優先するがゆえに、エルダー侵略時でありながら3体のロボットを売り払おうとしたり、イオニウムを基地に売らなかったりと非常識な行動が目立つ。しかし娘のミナコの言い分には弱く、ロボットを売ろうとしたときも彼女のお願いで取りやめている。
ミナコ・マルチーノ
声 - 吉田理保子
マルチーノの一人娘。かなりの行動派で、ムチャなことをすることが多い（キラケンをして「わしよりも始末の悪い」と言わしめた）。父親であるマルチーノにおねだりするなど、少しわがままな面もある。
初対面で闘志也に一目ぼれし、それ以降は無理やり基地に押しかけたり、毎日のように電話をかけてきたりして闘志也にアタックする。理恵とは恋敵の関係。終盤では宇宙の平和のために、闘志也たちと共に戦うまでに成長した。
サチ
声 - 桂玲子
イオ出身の関西弁をしゃべる少女。エルダー襲来のときにイオから必死の思いで脱出し、北極で遭難信号を出して救助を待っていた。偶然、翔太が作った通信機に遭難信号がキャッチされ、一緒に救助に向かった謙作とともに彼女を救出する。
イオで生活していたときは家族に嫌われ、寂しい思いをしてきた。そんな自分の状況を、彼女はジュール・ルナールの小説「にんじん」の主人公に例えていた。救助された後は親戚に引き取られたが、そこでもイオのときと同じ状況に陥ったため、サチはそこから抜け出し、トリニティシティに居候することになった。自分を助けてくれた謙作を兄のように慕い、翔太とも話が進むうちに仲が進展していった。

### エルダー軍
200年未来のエルダー帝国からタイムシップによって、時を超えて過去に派遣されて来た軍。戦力は宇宙要塞艦単艦（ガガーン到着時は2隻となったが、直後にハイドレークが破壊されたので実質単艦）とその乗組員のみで人的規模は小さい。
本来の時代ではトリニティエネルギーを使用する地球に侵略され、その勢力圏が惑星ごとトリニティミサイルで粉砕される描写があり、エルダーはかなりの劣勢を強いられている。政治形態は帝政で元老院を有する。
テラル総司令
声 - 小原乃梨子 / 鶴ひろみ（スーパーロボット大戦シリーズ）
トリニティエネルギー奪取の命を元老院から受け、過去の地球に派遣されたエルダーの総司令官。しかし、非情になれない面があり、理恵が身を張って闘志也を助ける場面を目撃したときも躊躇している。トリニティシティを攻撃し、エネルギーを奪取するために総司令官としてこの時代にやってきたが、本来は争いを嫌い、宇宙の平和を願う善き心を持つ人物である。実は本物のテラルは元の時代において地球との戦闘で既に死亡しており、その恋人であるリラがテラルをモデルに作られた生体アンドロイドに自らの意識を移植したものである。声が女性であるのもそのため。しかし、物語中盤までその事実を忘れていた。
ガガーンがこの時代に来、前線基地を破壊された後はしだいに立場を追われ、ついには総司令の座まで奪われてしまう。失脚後はジーラの助けで基地を脱出し、地球に逃亡する。そして真相を知った闘志也たちと協力してガガーンに立ち向かうことになるが、最後の戦いで自分の正体を知っていたガガーンに追い詰められてしまう。
リーツ司令
声 - 飯塚昭三
テラルの副官。軍人気質の大男。コスモザウルスの指揮を執る。力押しの戦法を好むことからジーラとは仲が悪く、初期の頃はお互いにいがみ合っていた。反逆の際、ガガーンのペットであるロッドバードを殺害し、ガガーンに立ち向かったが、メサの銃撃により倒される。
ジーラ
声 - 吉田理保子
テラルの副官。女性科学者。コスモザウルスの開発を行うほか、自ら指揮を執ることもある。リーツとはライバル関係にあり、相手の足を引っ張ることも多かった。ガガーンが総司令の座を奪ったときに寝返ったが、それはテラルを守るための芝居だった。彼女はテラルを仮死状態にしてエルダー基地から逃亡したが、追手の銃弾に倒れ、テラルに寝返りの芝居を詫びながら息絶える。実はテラルに対して恋愛感情を持っていた。
ガガーン
声 - 寺島幹夫 / 藤原啓治（スーパーロボット大戦シリーズ）
エルダー星のタカ派軍人。階級は少将。中盤、戦況が好転しないのに業を煮やした本国から援軍として派遣されてくる。いきなりテラルの旗艦ハイドレークを破壊した上で「正当防衛」とうそぶくなど、当初から建前上の上官であるはずのテラルを見下しており、ついにはテラルを失脚させ軍の全実権を掌握した。
性格は冷酷非情で、役に立たないものや刃向かう者は容赦なく切り捨てる。言い間違えた兵士を射殺して、自身のペットであるロットバードのエサにする冷酷非情な人間である。実はテラルの正体を知っており、最後の戦いではそのことを利用して本人の弱みを握った。
終盤では自ら巨大ロボ・ガルゴスを駆って最後の戦いに赴いてゴッドシグマを追い詰めるが、捨て身の反撃でガルゴスは大破。最終的に闘志也に追い詰められ、彼に射殺された。
ダルトン
声 - 屋良有作（後半ナレーションも兼任）
ガガーンの副官および戦闘指揮官。メサとは共に戦う仲間と思っていたが、終盤では仲間割れしかけるまでに仲が悪化した。ガガーンに忠誠を誓っており、最期まで彼の下で戦った。
メサ
声 - 山田俊司
ガガーン配下の科学技術長官。コスモザウルスをパワーアップさせる特殊メッキコーティングを開発した。裏切りが自分の美学と考えており、テラルに対しても味方に付くと見せかけて罠にかける、といった行為をとっている。

## メカ

### 単体ロボとサポートメカ
単体ロボはゴッドシグマを構成する3体の中型ロボットでそれぞれ空、海、陸を司る呼称が与えられている。惑星開発のために製作されたが、エルダー星人の攻撃を受けてやむなく戦闘用に転用することになった。とはいうものの、初戦ではエルダーの戦闘機を打ち落とすなど、かなりの戦果をあげている。
各ロボットにはコンピュータが搭載されており、操縦者の技量と適性を判断する。特にゴッドシグマのメインコックピットを担当する空雷王は適性がシビアで、高度な操縦テクニックを習得していないと不適格とされ、操縦すらできない。ただし適格者がシートに座っていれば他の人が代わりに動かすことは可能らしい。通常はそれぞれ「1号ロボ」「2号ロボ」「3号ロボ」と呼ばれている。
空雷王（）
1号ロボ。壇闘志也が搭乗。赤と黒を基調とした空中用のロボット。ゴッドシグマの膝から上になる。主に空中戦で能力を発揮する。3体の中では最も攻撃力に優れ、武器の種類も多い。
当初は水中では活動できないとされていたが、後に改良された模様。
玩具においては、足首の裏に合体時の腕部（拳）のパーツが格納されている。アニメの合体でも、空雷王の足首から射出し、腕に装着されるシーンが見られる。
空雷剣
空雷王専用の剣。使用する機会は少なかった。
リベットガン
指先から発射されるリベット状のミサイル。
空雷弓
左腕に装着される弓状の武器。
クウライショット
右腕に装着されるパチンコ。特殊弾丸を発射できる。
クウライカッター
腹部のスリットから射出されるブーメラン状の飛び道具。連射が可能。
クウライショック
両肩に装備されているショルダーロッドからビームを発射する。ゴッドシグマが使用したときもある。

海鳴王（）
2号ロボ。ジュリィ野口が搭乗。青を基調とした水中用のロボット。ゴッドシグマの右足の膝から下になる。水圧に強く、深海での行動も可能。調査用のロボットでもあるため、索敵能力が高い。
アイスブリザード
胸から放射される冷凍光線。合体時でも使用可能。
カイメイミサイル
膝から発射されるミサイル。左右2発ずつ発射できる。
ダブルチェーン
腰のバックルから取り出す鞭状の武器。ゴッドシグマが使用したときもある。
ウォーターガン
左右の脚部に収納されている武器。本体とバレルに分かれていて、使用時に組み立てる。ウォーターガンという名前だが、銛状のミサイルを発射する。
ネットキャッチャー
両手から放射する網状の捕獲装備。

陸震王（）
3号ロボ。吉良謙作が搭乗。黄色を基調とした地上用のロボット。ゴッドシグマの左足の膝から下になる。格闘戦とパワー攻撃に長けてる。足裏からドリルを出して地中に潜ることも可能。元々が作業用であるためか、主にハンマーやドリルなどといった作業道具を武器として使用している。玩具版ではリクシンハンマーの代わりに、玩具オリジナルの武器である陸震剣が専用武器として入っている。
リクシンミサイル
海鳴王同様、膝から発射する先端がドリルになっているミサイル。
リクシンハンマー
腹の中に収納されているハンマー。状況に応じて二つ使うこともある。
レッドビーム
胸から放射する熱光線。
アタックドリル
脚部に収納されている武器。先端のドリルを回転させ敵を攻撃する。一度だけゴッドシグマが使用したときがあった。

ビッグウイング
無人航空機。ゴッドシグマへの合体時にトリニティエネルギーを充填され、トリニティシティより発進する。ゴッドシグマの上半身である空雷王を格納するように合体し、胸部と背部になる。合体後はゴッドシールドや無双剣などのウェポンベイとしても機能する。また、トリニティエネルギーを放射することで火星の氷を溶かし、氷に埋められたトリニティシティの窮地を救う活躍も見せている。
村上克司による当初のデザイン画稿では存在しておらず、後にプロポーションの調整を目的として追加された機体である。

### 宇宙大帝ゴッドシグマ
空雷王、海鳴王、陸震王の3体のロボットとビッグウイングが合体して完成する巨大ロボット。初合体は第3話。
闘志也の「シグマ・フォーメイション！」の合図で三角形のフォーメーションをとり、三人の「トリニティ・チャージ！」の掛け声でトリニティエネルギーを充填したビッグウイングを呼び寄せ合体する。合体のバンクシーンは初期（16話まで）と中期（17話以降）の2パターンが存在する。
全高は当初は265mとされていたが、劇中の描写等の問題により、放送後に65mに再設定された。重量1,200t。動力源はトリニティエネルギー。地球から木星付近まで往復できるほどの航行能力を持つ。メインパイロットである闘志也一人だけでも操縦可能だが、他の2機のジェネレーター制御ができなくなるため、出力は落ちてしまう。
最終回でガルゴスと相打ちになるが、戦いが終わった後に一人乗りへと修復・改造され、闘志也とともに未来へ旅立っていった。

#### 武器
無双剣（）
ウイングに収納されている大剣。合体後はＶ字状の位置にある翼の片翼を降ろして、斜め一直線の鞘状に変形させた後、上側になった翼端から柄を出して引き抜く。左右どちらからでも抜き出せる。下側の翼端から抜くバージョンも存在する。一瞬で抜剣するので間違われがちだが、剣は翼(鞘)の直線上に抜いているわけではなく、翼側面から剣身を斜めにスライドさせながら引き抜いている描写が確認できる。
主な必殺技は「無双剣・兜割り」「無双剣・唐竹割り」「無双剣・十文字斬り」「無双剣・水平斬り」など
シグマミサイル
両肩の円形部分から発射されるミサイル。6話のみ使用。
ゴッドシールド
ビッグウイング背部のプレートを取り外して腕に装着するシールド。ビッグウイングから取り外すと一回り大きくなる。
ゴッドストリング
胸の円形部分（ビームインジケータ）と両拳を三角形の頂点として、3点を結ぶ三角形状にビームを発生させた後、そのビームを紐状に操り、敵に投げて絡ませる捕獲武器。
フィンガーニードル
ゴッドシグマの10本の指先から連射する針状の弾丸。片手のみでも使用できる。射程距離10,000メートル。
ゴッドトマホーク
ビッグウイングの両翼の付け根部分に収納されている一対の片刃の斧。重量36t。ブーメランの様に投擲して使用。
スピンソーサー
ビッグウイングの両翼の付け根部分に収納されている円盤状の投擲武器。翼側面に開いたスリットから飛び出してくるが、21話のみゴッドシグマの前腕から取り出した。15話のみ「ゴッドソーサー」と呼称。
シグマブレスト
特殊メッキでコーティングされたコスモザウルスに対する打開策として、かねてより開発が進められていた技術を応用した武器。特殊な放射線を照射してメッキ装甲を剥がし、耐久力を低下させた後に無双剣で止めを刺す。前回の戦闘で破損したビッグウイングの両翼に装備された。
ビッグウイングアタック
ビッグウイングを切り離して体当たりさせる大技。無双剣の通用しない敵に対し、最後の切札として使用する。ただしトリニティエネルギーが充填されているビッグウイングを切り離すため、ゴッドシグマ本体の戦闘能力と防御力は低下する。そのため「ビッグウイングアタック」は葉巻型巨大戦闘メカ（第25話）と巨大ロボ・ガルゴス（第49・50話）に対して行ったのみである。『スーパーロボット大戦Z』では「トリニティウィング」となっている。なお本編でも25話での使用時では「トリニティウイング ウイングアタック」と叫んでいる。
このほかにも、先述のように戦況に応じて単体ロボの武器を使用している。

### トリニティエネルギー
風見博士が発見・開発した超エネルギー。トリニティエネルギーは核や化学反応などのエネルギーとは異なり、次元の歪みによって発生するエネルギーである。木星のイオでしか採掘されない特殊な超重金属「イオニウム」を利用して空間を歪ませることによって、トリニティエネルギーを取り出すことが可能となる。
250年後の未来では、トリニティエネルギーを利用した兵器を地球軍が所持しており、エルダー軍を始めとする宇宙軍の脅威となっていた。エルダー側もそれに匹敵するエネルギーの発見に尽力したが、失敗に終わっている。実験は失敗に終わるも、タイムワープシステム（タイムシップ）という偶然の結果による「副産物」を生み出した。
トリニティエネルギーを取り出せる量はイオニウムの量によって決められるため、貯蔵量に限りがある。また、ゴッドシグマに合体するごとにトリニティエネルギーは消費されるため、随時エネルギーを発生・貯蔵する必要がある。
風見博士はトリニティエネルギーが悪用される可能性を危惧し、製造方法などを極秘にしていた。助手であるジュリィにも詳細を教えておらず、風見博士の裏切りが起きた終盤では苦戦を強いられる原因となった。後にジュリィがパスワードを解除し、トリニティエネルギーの製造方法を解明している。

### トリニティシティ
マルチーノが投資し、風見博士がトリニティエネルギー開発のために作った人工島。トリニティエネルギーの秘密防衛のためにか、エルダー星人の攻撃の前からかなり強力な自己防衛能力を保有している。
当初は港に接岸していたが、エルダーの攻撃によって損傷がひどくなったために移動し、メガロシティのドックで修復と改造を受ける。しかしそれによって近隣都市がとばっちりで攻撃を受けたため、修復後は海上の孤島に移動することになる。その際に巨大な宇宙基地としての機能を追加された。
テラルとの合流後、敵の本拠地イオへ向けてその巨体を宇宙へと羽ばたかせた。しかしその行動は闘志也たちが独断でおこなったため、風見博士の怒りを買う結果となった。

### エルダー帝国軍

#### 金属獣コスモザウルス
エルダー星人がトリニティシティへ攻撃を仕掛けるために開発された金属生命体。木星の大赤点からエネルギーと原料を取り込み、イオのエルダー基地で生成される宇宙生物に、攻撃武器と重金属を取り込み完成する。
毎回、無双剣でとどめを刺されるが、後半、メサが開発した特殊メッキを表面に施されパワーアップした。このメッキ加工処理は無敵と思われていた無双剣をはじき返し、逆に粉砕するという成果を残した。しかし、風見博士がゴッドシグマに追加した「シグマブレスト」によって、特殊メッキが剥がされてしまう結果となった。

#### 艦船・戦闘機
エルダーの戦力はコスモザウルスのほかにも純粋な戦闘マシンである「攻撃メカ」や、宇宙戦艦や宇宙戦闘機「ハルピィIII」などといった多数のメカを所有している。
だが、これらは未来世界においてトリニティエネルギーを行使する地球艦隊によって蹂躙されている。
また、タイムシップでもあるテラルの前線基地「宇宙要塞艦ハイドレーク」他、ガガーンの持ってきた宇宙要塞（ハイドレーク破壊後は、エルダー軍の新前線基地となる）の司令塔先端には巨大ロボット・ガルゴスを隠しており、最終決戦時にはゴッドシグマを窮地に陥らせている。

## スタッフ
- 原作 - 八手三郎（連載誌 - 『テレビランド』、『てれびくん』）
- プロデューサー - 江津兵太（東京12チャンネル）、飯島敬、折田至（東映テレビ事業部）
- 音楽 - 筒井広志
- 演奏 - 東京室内楽協会
- チーフディレクター - 神田武幸（第1-10話）、田口勝彦 （第11-50話）
- キャラクターデザイン - 宇田川一彦
- キャラクター原案 - 新谷かおる
- デザイン協力 - 出渕裕
- メカニックデザイン - 村上克司、サブマリン
- 美術監督 - 岡田和夫、下川忠海
- 音響監督 - 河村常平
- キャスティング協力 - ぷろだくしょんバオバブ
- アニメーション制作 - グリーン・ボックス、アニメシティ、サンルック
- 制作協力 - アカデミー製作→東京動画
- 制作 - 東京12チャンネル[注 2]、東映、東映エージエンシー

## 主題歌
オープニングテーマ - 『がんばれ!宇宙の戦士』
歌 - ささきいさお、こおろぎ'73、コロムビアゆりかご会
エンディングテーマ - 『レッド・ブルー・イエロー』
歌 - かおりくみこ、こおろぎ'73、コロムビアゆりかご会
2曲共に、作詞 - 八手三郎 / 作曲 - 小林亜星 / 編曲 - 武市昌久 /レーベル - 日本コロムビア
エンディングテーマ曲『レッド・ブルー・イエロー』には、歌詞に太陽系の惑星配列が含まれているが、この配列は一般的な軌道長半径（平均距離）による順序に従っており、放送当時の惑星の絶対的な位置に従ったものではない。
放送前年に木星の輪が発見されたことを受け、本作品のエンディングにも木星に輪が描かれている。しかし、細すぎて影が確認できなかったためながらく発見されていなかった本物の木星の輪とは異なり、輪の影が木星本体に落ちている形になっている。

## 各話リスト
| 話数   | 放送日         | サブタイトル         | 脚本     | コンテ       | 演出         | 作画監督   | 登場メカ                                              |
| ------ | -------------- | -------------------- | -------- | ------------ | ------------ | ---------- | ----------------------------------------------------- |
| 第1話  | 1980年 3月19日 | 怒れ イオの戦士      | 田口章一 | 斧谷稔       | てらだけんじ | 宇田川一彦 | コスモザウルス グラーケン                             |
| 第2話  | 3月26日        | トリニティ基地浮上   | 山崎久   | てらだけんじ | てらだけんじ | アベ正己   | コスモザウルス グラーケン                             |
| 第3話  | 4月16日        | イオに向って合体だ   | 辻真先   | 横山裕一朗   | 四辻たかお   | 中村孝     | コスモザウルス クラウド                               |
| 第4話  | 4月23日        | コスモザウルスの秘密 | 中原朗   | 野寺三郎     | 宮崎一哉     | 飯野皓     | コスモザウルス バイゲルン                             |
| 第5話  | 4月29日        | じゃじゃ馬救出作戦   | 中原朗   | 沼尻東       | てらだけんじ | 竹市正勝   | コスモザウルス エルドン                               |
| 第6話  | 4月29日        | 小さな侵入者         | 辻真先   | 横山裕一朗   | 四辻たかお   | 中村孝     | コスモザウルス シースタン                             |
| 第7話  | 4月30日        | 月面へ出撃せよ       | 中原朗   | 野寺三郎     | 宮崎一哉     | 飯野皓     | コスモザウルス タングル                               |
| 第8話  | 5月7日         | わんぱく大作戦       | 中原朗   | 北島信幸     | 横尾潔       | 川本平兼   | コスモザウルス キューゲラン                           |
| 第9話  | 5月14日        | イオからの生還者     | 中原朗   | 野寺三郎     | 宮崎一哉     | 飯野皓     | コスモザウルス デビルゲラー                           |
| 第10話 | 5月21日        | 父として博士として   | 辻真先   | てらだけんじ | 高井戸仁     | 森一芳     | コスモザウルス フレキシーブ コスモザウルス マーダラー |
| 第11話 | 5月28日        | 小さな恋人の危機     | 曽田博久 | こうたつま   | 小鹿英吉     | -          | コスモザウルス アイスアクサー                         |
| 第12話 | 6月4日         | 敵エルダー星を発見   | 辻真先   | 四辻たかお   | 四辻たかお   | 谷沢豊     | コスモザウルス ザンゴ                                 |
| 第13話 | 6月11日        | イオの花が咲いた     | 山崎久   | 野寺三郎     | 宮崎一哉     | 飯野皓     | コスモザウルス スネッカ                               |
| 第14話 | 6月18日        | 怒りの対決           | 山崎久   | 野寺三郎     | 宮崎一哉     | 飯野皓     | コスモザウルス スネッカ                               |
| 第15話 | 6月25日        | 危険なプレゼント     | 桜井正明 | 久野弘       | 久野弘       | 林和男     | コスモザウルス マシンガム                             |
| 第16話 | 7月2日         | 敵将テラルの秘密     | 辻真先   | 鳴海潤       | 鳴海潤       | 森一芳     | コスモザウルス シェルル                               |
| 第17話 | 7月9日         | 巨大ロボットの買主   | 中原朗   | こうたつま   | 鳴海潤       | 小野茂     | 巨大ロボット マケドニアン                             |
| 第18話 | 7月16日        | 恐怖の合体くずし     | 山崎久   | 鳴海潤       | 鳴海潤       | 新田敏夫   | コスモザウルス ゴンザル                               |
| 第19話 | 7月23日        | ロボット発進不能     | 山崎久   | 野寺三郎     | 宮崎一哉     | 飯野皓     | コスモザウルス ジェロギラス                           |
| 第20話 | 7月30日        | ジュリイの秘密貯金   | 桜井正明 | 榎本高二     | 岡迫和之     | 福田皖     | コスモザウルス ライアンダー                           |
| 第21話 | 8月6日         | 隕石包囲網を破れ     | 桜井正明 | 後藤雷太     | 岡迫和之     | 森一芳     | コスモザウルス リュードル                             |
| 第22話 | 8月13日        | 空雷王帰還せず       | 中原朗   | 野寺三郎     | 宮崎一哉     | 飯野皓     | コスモザウルス ムカデラン                             |
| 第23話 | 8月20日        | 幻の魚を見た         | 桜井正明 | 久野弘       | 久野弘       | 林和男     | コスモザウルス デビルフィッシャー                     |
| 第24話 | 8月27日        | イオへ200キロ        | 中原朗   | 岡迫和之     | 岡迫和之     | 高木敏夫   | コスモザウルス マルダス                               |
| 第25話 | 9月3日         | 基地移動指令         | 中原朗   | 野寺三郎     | 宮崎一哉     | 飯野皓     | 葉巻型巨大戦闘メカ（名称不明）                        |
| 第26話 | 9月10日        | 可愛い反逆者         | 中原朗   | 野寺三郎     | 宮崎一哉     | 飯野皓     | コスモザウルス ベリガリウス                           |
| 第27話 | 9月17日        | 2300年の敵           | 桜井正明 | 小鹿英吉     | 小鹿英吉     | 西城明     | コスモザウルス タイガンガン                           |
| 第28話 | 9月24日        | 新しき戦いの序曲     | 中原朗   | 野寺三郎     | 宮崎一哉     | 飯野皓     | コスモザウルス ゲマガラー                             |
| 第29話 | 10月1日        | 地球の白旗を見よ     | 桜井正明 | 久野弘       | 久野弘       | 岡崎恵三   | コスモザウルス バッファローダ                         |
| 第30話 | 10月8日        | 危険がいっぱい       | 中原朗   | 野寺三郎     | 宮崎一哉     | 飯野皓     | コスモザウルス フクロンガー                           |
| 第31話 | 10月15日       | イオ最新情報         | 中原朗   | 榎本高二     | 紀裕行       | 樋口善法   | コスモザウルス フクロンガー                           |
| 第32話 | 10月22日       | 月を賭けた決闘       | 陶山智   | 森山孝一郎   | 山内重保     | 中本正美   | コスモザウルス 古代竜                                 |
| 第33話 | 10月29日       | 地獄のスタジアム     | 陶山智   | 岡迫和之     | 岡迫和之     | 西城明     | コスモザウルス フロッガー                             |
| 第34話 | 11月5日        | 敵将テラルの涙       | 桜井正明 | 森山孝一郎   | 森山孝一郎   | 篠田章     | コスモザウルス アルマジロズ                           |
| 第35話 | 11月12日       | テラル処刑の日       | 中原朗   | 吉田浩       | 吉田浩       | 新田敏夫   | コスモザウルス ガンキング                             |
| 第36話 | 11月19日       | 我がジュリイの妹     | 陶山智   | 鳴海潤       | 鳴海潤       | 飯野皓     | コスモザウルス ツノロング                             |
| 第37話 | 11月26日       | 2300年の秘密         | 桜井正明 | 久野弘       | 久野弘       | 岡崎恵三   | コスモザウルス ヨクリュウダー                         |
| 第38話 | 12月3日        | イオへの旅立ち       | 島田真之 | 渡部英雄     | 渡部英雄     | 飯野皓     | コスモザウルス バリラット                             |
| 第39話 | 12月10日       | 裏切者は誰だ         | 陶山智   | 岡迫和之     | 岡迫和之     | 西城明     | コスモザウルス ガララ                                 |
| 第40話 | 12月17日       | 死を招く火星         | 中原朗   | 松浦錠平     | 松浦錠平     | 中本正美   | コスモザウルス アームストロング                       |
| 第41話 | 12月24日       | 誕生日は葬式の日     | 桜井正明 | 吉田浩       | 吉田浩       | 森一芳     | コスモザウルス タガンダー                             |
| 第42話 | 12月31日       | 火星の反乱           | 陶山智   | 紀裕行       | 紀裕行       | 谷沢豊     | コスモザウルス ジゴラー                               |
| 第43話 | 1981年 1月7日  | テラルの骨を拾え     | 島田真之 | 鳴海潤       | 鳴海潤       | 飯野皓     | 浮動惑星                                              |
| 第44話 | 1月14日        | イオが消えた         | 桜井正明 | 久野弘       | 久野弘       | 岡崎恵三   | コスモザウルス エイルダー                             |
| 第45話 | 1月21日        | 闘う・イオの地球人   | 中原朗   | 松浦錠平     | 松浦錠平     | 中本正美   | バースト吸収衛星                                      |
| 第46話 | 1月28日        | 狂気の敗北宣言       | 桜井正明 | 宮崎一哉     | 宮崎一哉     | 飯野皓     | 攻撃メカ・エルガッター                                |
| 第47話 | 2月4日         | 風見博士の反逆       | 曽田博久 | 吉田浩       | 吉田浩       | 森一芳     | 攻撃メカ・エルガッター                                |
| 第48話 | 2月11日        | イオの地に立つ       | 山崎久   | 松浦錠平     | 松浦錠平     | 中本正美   | 攻撃メカ・ハグルガー                                  |
| 第49話 | 2月18日        | イオに立つ墓標       | 桜井正明 | 岡迫和之     | 岡迫和之     | 森一芳     | 巨大ロボ ガルゴス                                     |
| 第50話 | 2月25日        | 未来への旅立ち       | 桜井正明 | 宮崎一哉     | 宮崎一哉     | 飯野皓     | 巨大ロボ ガルゴス                                     |

## 放送局
放送日時は岡山放送、中国放送、テレビ宮崎と個別に出典が掲示してあるものを除き、1980年6月中旬 - 7月上旬時点のものとする。
- 東京12チャンネル（制作局）：水曜 19:30 - 20:00
- 北海道文化放送：金曜 17:00 - 17:30（1980年4月25日 - 9月26日） → 日曜 10:30 - 11:00（1980年10月5日 - 1981年4月12日）[4]
- テレビ岩手：土曜 17:10 - 17:40
- 秋田テレビ：火曜 17:00 - 17:30
- 東北放送：金曜 17:30 - 18:00[5]
- 福島中央テレビ：月曜 17:00 - 17:30[6]
- 新潟放送：水曜 17:30 - 18:00[7]（1980年4月9日から放送[8]）
- 信越放送：土曜 16:30 - 17:00
- テレビ山梨：金曜 17:20 - 17:50（1980年3月28日から放送[8]）
- 富山テレビ：木曜 16:50 - 17:20（1980年5月8日から放送）[9]
- 北陸放送：月曜 17:00 - 17:30
- 静岡放送：木曜 17:30 - 18:00
- 中部日本放送：木曜 17:25 - 17:55
- サンテレビ：水曜 18:30 - 19:00（1980年4月2日から放送[8]）
- KBS京都：水曜 18:30 - 19:00（1980年4月2日から放送[8]）
- テレビ和歌山：水曜 18:30 - 19:00（1980年3月26日から放送[8]）
- 岡山放送：金曜 16:30 - 17:00
- 中国放送：火曜 17:30 - 18:00
- テレビ高知：火曜 17:00 - 17:30（1980年4月22日から放送[10]）
- テレビ西日本：土曜 18:00 - 18:30
- テレビ長崎：木曜 18:30 - 19:00（1980年4月3日から放送[8]）
- 熊本放送：水曜 17:30 - 18:00（1980年4月23日から放送[10]）
- 大分放送：木曜 17:20 - 17:50
- テレビ宮崎：火曜 17:30 - 18:00
- 南日本放送：月曜 17:25 - 17:55
- 沖縄テレビ：金曜 17:30 - 18:00（1980年3月28日から放送[8]）

## 映像ソフト、CS局での再放送
2011年3月16日に、初の映像ソフト化となるDVD-BOX『宇宙大帝ゴッドシグマ コンプリートDVD』がポニーキャニオンから発売された（完全生産限定版）。
CS放送では東映チャンネルにて、複数回にわたり再放送が実施された。初回放送となる2003年2月から7月の放送は「スーパーロボット列伝」枠、2回目（2016年4月 - 10月）と3回目（2018年2月 - 8月）は「わくわく!!アニメタイム」枠での放送となる。

## 玩具
- 本放送中の1980年にポピー（現：バンダイ）から「DX超合金 宇宙合体 ゴッドシグマ」が発売された。「空雷王」「海鳴王」「陸震王」の3ロボットと「ビッグウイング」がセットになっており、ゴッドシグマに合体ができる。「無双剣」「ゴッドシールド」などのゴッドシグマ用の武器や、「空雷弓」などの単体ロボ用の武器が付属されており、ゴッドシールドは映像同様ビッグウイングに装着できる。キャッチコピーは「ポピーの超合金は、またやりました!」。

放送後、バンダイから21世紀の最新造形・製造技術を用い、以下の2種が発売されている。
- 2011年7月30日 - 「超合金魂」シリーズとして「GX-60 ゴッドシグマ」が発売。
  - 3コアロボとビッグウイング、そしてゴッドシグマ用の武器や単体ロボ用の武器がセットになっている。また、「宇宙合体」には無かった装備として、ビッグウイングの両端を広げ、「シグマブレスト」発射体勢を再現することができる。
  - 2018年9月にリニューアルバージョンとして「GX-60R ゴッドシグマ」が発売。初版では再現できなかった無双剣の抜刀を完全再現、ゴッドシグマ（空雷王）頭部の完全新規や武器の完全網羅など、各所に改良が施されている。
- 2015年4月24日 - 「スーパーロボット超合金」シリーズとして「ゴッドシグマ」が発売。
  - 「スーパーロボット超合金」版は合体・変形機能を無しにするのと引き換えに、単機としてのデザイン美を追求している。また、「超合金魂」版よりも各部位の可動がフレキシブル化され、劇中で披露したポージングを多数再現できるのがウリとなっている（一例として、無双剣を背中から抜刀する構えが固定治具無しで再現できる）。

## ゲーム作品への登場
シャッフルファイト
1992年10月9日発売。ファミリーコンピュータ専用ゲーム。本作品からゴッドシグマが登場。
スーパーロボット大戦Z
2008年9月25日発売。PlayStation 2専用ゲーム。
同作品の制作時点で、既に壇闘志也役の富山敬が故人となっていたため、前述の通り関智一が代役を務めた。同作品では、参戦作品の一つである『超重神グラヴィオン』から「ゴッドΣグラヴィオン」という名称のロボットも登場しており、それに因んだクロスオーバーも用意されている。
第2次スーパーロボット大戦Z
前編となる『破界篇』が2011年4月14日発売、後編となる『再世篇』が2012年4月5日発売。PlayStation Portable専用ゲーム。
『Z』の続編。前作から引き続き登場。
スーパーロボット大戦X-Ω
iOS / Android用アプリゲーム。
2016年10月より、第2期参戦作品として追加参戦。